# Miękka zgnilizna
Miękka zgnilizna – grupa bakteryjnych chorób roślin, u których dominującym objawem chorobowym jest mokra zgnilizna. Jest to taki rodzaj zgnilizny, podczas której tkanki opanowane przez patogeny ulegają rozkładowi i stają się miękkie. Główną bakterią wywołująca ten rodzaj zgnilizn jest Pectobacterium carotovorum subsp. carotovorum, ale u niektórych roślin wykryto też inne towarzyszące jej gatunki bakterii, a niektóre miękkie zgnilizny wywołane są przez inne bakterie.
Bakterie są endobiontami żyjącymi wewnątrz organizmu rośliny. Po wniknięciu do niego bakterie zakłócają funkcjonowanie błony komórkowej, powodując wyciek z komórek wody, kationów i związków organicznych do przestrzeni międzykomórkowej. Powstaje w ten sposób mikrośrodowisko umożliwiające im pobieranie substancji pokarmowych i rozmnażanie się. Rozmnażają się przez podział w postępie geometrycznym. W wyniku tego po pewnym czasie następuje rozkład komórek rośliny, a ich treść zamienia się w śluzowatą, wodnistą masę o zmienionej barwie z nagromadzoną w niej dużą ilością metabolitów. W błonie komórkowej niektórych bakterii (np. Pseudomonas syringae, Pseudomonas viridiflava) są specyficzne białka będące ośrodkiem krystalizacji lodu. Powodują one, że woda na powierzchni rośliny lub w jej przestrzeniach międzykomórkowych zamarza w temperaturze wyższej niż normalnie. Powstające przy tym kryształki lodu powodują macerację komórek rośliny, dzięki czemu mogą one być przez bakterie szybciej zasiedlone.
Wśród roślin uprawianych w Polsce wyróżnia się następujące miękkie zgnilizny (w nawiasie wywołujące je patogeny):
- gnicie korzeni i miękka zgnilizna cebul tulipana (Globisporangium ultimum)
- miękka zgnilizna begonii (Pectobacterium carotovorum subsp. carotovorum)
- miękka zgnilizna cantedeskii (Pectobacterium carotovorum subsp. carotovorum, Paenibacillus polymyxa)
- miękka zgnilizna cyklamena (Pectobacterium carotovorum subsp. carotovorum, Dickeya chrysanthemi)
- miękka zgnilizna dalii (Pectobacterium carotovorum subsp. carotovorum)
- miękka zgnilizna difenbachii (Pectobacterium carotovorum subsp. carotovorum, Dickeya dadantii subsp. dieffenbachiae)
- miękka zgnilizna draceny (Pectobacterium carotovorum subsp. carotovorum)
- miękka zgnilizna filodendrona (Pectobacterium carotovorum subsp. carotovorum)
- miękka zgnilizna gloriozy (Pectobacterium carotovorum subsp. carotovorum)
- miękka zgnilizna hiacynta (Pectobacterium carotovorum subsp. carotovorum)
- miękka zgnilizna kaktusów (Pectobacterium carotovorum subsp. carotovorum)
- miękka zgnilizna kanny (Pectobacterium carotovorum subsp. carotovorum)
- miękka zgnilizna kosaćca (Pectobacterium carotovorum subsp. carotovorum)
- miękka zgnilizna krokusa (Pectobacterium carotovorum subsp. carotovorum)
- miękka zgnilizna lilii (Pectobacterium carotovorum subsp. carotovorum)
- miękka zgnilizna maku (Pectobacterium carotovorum subsp. carotovorum)
- miękka zgnilizna narcyza (Pectobacterium carotovorum subsp. carotovorum)
- miękka zgnilizna sałaty (Pectobacterium carotovorum subsp. carotovorum, Pseudomonas marginalis var. marginalis, Pseudomonas viridiflava)
- miękka zgnilizna sansewieri (Pectobacterium carotovorum subsp. carotovorum)
- miękka zgnilizna tulipana (Pectobacterium carotovorum subsp. carotovorum)[2].